# Christoph Janiak
Christoph Janiak (* 7. März 1961 in Berlin) ist ein deutscher Chemiker und Hochschullehrer an der Heinrich-Heine-Universität Düsseldorf. Er ist Koautor mehrerer verbreiteter Lehrbücher.

## Leben
Christoph Janiak studierte Chemie an der Technischen Universität Berlin und schloss das Studium 1984 mit einer Diplomarbeit ab. Zwischendurch war er wissenschaftlicher Mitarbeiter an der University of Oklahoma und beendete seinen dortigen Aufenthalt mit einem Master of Science in Chemie. Nach seiner Promotion im Jahre 1987 folgten Post-Doc-Aufenthalte an der Cornell University und bei der BASF AG. Es folgte die Habilitation an der TU Berlin, sowie die Ernennung zum Professor an der Albert-Ludwigs-Universität Freiburg im Jahre 1998. 2010 folgte er dem Ruf an die Heinrich-Heine-Universität Düsseldorf, an welcher er seitdem das Institut für Bioanorganische Chemie und Katalyse leitet.
Christoph Janiak ist Mitglied mehrerer Herausgeber- und Beratergremien, u. a. bei ChemistryOpen und der Zeitschrift für anorganische und allgemeine Chemie des Wiley-VCH Verlags, sowie Inorganica Chimica Acta und Nano-Structures & Nano-Objects des Elsevier-Verlags.
Mit Erwin Riedel ist er Verfasser eines verbreiteten Lehrbuchs der Anorganischen Chemie.
Er ist verheiratet und hat vier Kinder.

## Forschung
Der Schwerpunkt seiner wissenschaftlichen Arbeit liegt im Bereich der Metal Organic Frameworks (MOF), Koordinationspolymere, Nanopartikel, Gastrennung und Katalyse.

## Ehrungen und Auszeichnungen
- 1991: Heinz-Maier-Leibnitz-Preis
- 1996: ADUC-Jahrespreis für Habilitanden
- 1997: Heisenberg-Stipendium
- 2006: Gastprofessur an der Universität Angers, Frankreich
- 2015: Gastprofessur an der Technischen Universität Wuhan, China

## Veröffentlichungen (Auswahl)
- mit Erwin Riedel: Anorganische Chemie. 9. Auflage: De Gruyter, Berlin 2015, ISBN 978-3-11-035526-0.
- mit Dietrich Gudat und Ralf Alsfasser: Moderne Anorganische Chemie : Riedel. Herausgegeben von Hans-Jürgen Meyer, begründet von Erwin Riedel. 4. Auflage. De Gruyter, Berlin 2012, ISBN 978-3-11-024900-2.
- Nichtmetallchemie: Grundlagen und Anwendungen. 4. Auflage. Shaker Verlag, Aachen 2012, ISBN 978-3-8440-1042-8.
- mit Benno Krieg: Chemie für Mediziner und Studierende anderer Life Sciences. 7. Auflage. De Gruyter, Berlin 2004, ISBN 3-11-017999-7.